# Skinnskattebergs tingslag
Skinnskattebergs tingslag var till 1 september 1906 ett tingslag i Västmanlands län, från 1858 i Västmanlands västra domsaga. 
Tingslaget motsvarade Skinnskattebergs bergslag och uppgick den 1 september 1906 i Västmanlands västra domsagas tingslag.

## Ingående områden

### Socknarna i häraderna
- Skinnskattebergs bergslag